# Deutscher Feldbogen Sportverband
Der Deutsche Feldbogen Sportverband e.V. (DFBV) wurde am 5. Juli 1981 in Darmstadt von Karl Vogel als Präsident zusammen mit den weiteren Gründungsmitgliedern Gerhard Krogmann, Monika Köhler, Walter Lehr, Hannelore Ulsperger, Heinrich Niedan und Gerd Ulsperger gegründet. Als Satzungsgrundlage wurde das Reglement der International Field Archery Association (IFAA) übernommen und bereits im August 1981 bestätigt die IFAA den Antrag auf Aufnahme in den internationalen Dachverband.
Im Jahr 1982 fand die erste Deutsche Meisterschaft Feld und Jagd in Darmstadt statt. Im selben Jahr organisierte der DFBV gemeinsam mit der Archery Association Europe (AAE) die Weltmeisterschaft Feld (WFAC) in Dreieich.
Im Jahr 2020 eröffnete der DFBV in Donaueschingen die erste offizielle Geschäftsstelle mit zwei halbtags angestellten Mitarbeiterinnen. Diese übernehmen die umfangreichen Aufgaben der Mitgliederverwaltung und Buchhaltung für die ca. 3500 DFBV-Mitglieder (Stand 2022). Derzeit werden diese Aufgaben durch eine Mitarbeiterin übernommen.

## Organisation
Seit 2020 betreibt der DFBV eine eigene Geschäftsstelle in Donaueschingen.
Oberstes Organ ist die jährlich stattfindende Ordentliche Mitgliederversammlung (Jahreshauptversammlung). Ausführende Organe sind der Gesamtvorstand mit dem aus fünf Mitgliedern bestehenden geschäftsführenden Vorstand.

### Präsidenten
- 1981–1988: Karl Vogel
- 1988–1993: Norbert Kick
- 1993–2002: Horst Kunkler
- 2002–2012: Ulrich Groß
- 2012–2018: Walter Luksch
- 2019: Martin Koini
- 2020–2022: Jürgen Bauer
- seit 2023: Ulf Trabert

### Mitgliedschaft in anderen Verbänden
Seit seiner Gründung ist der DFBV Mitglied der International Field Archery Association (IFAA). Alle DFBV-Mitglieder mit einer gültigen Classification Card sind bei den internationalen Meisterschaften der IFAA startberechtigt.
Der DFBV besitzt seit 2005 beim Deutschen Schützenbund (DSB) eine „Besondere Mitgliedschaft“ zur Förderung des Bogensports und gemeinsam werden „Sicherheitstechnische und bauliche Regeln für Bogenplätze“ erarbeitet und herausgegeben.

## Sportordnung
Der DFBV veranstaltet jährlich 3 deutsche Meisterschaften
- Hallenmeisterschaft auf Ringscheiben mit einer Distanz von 20 Yards/18,3 Meter
- Feld- und Jagd Meisterschaft auf Feld-, Jagdscheiben und Tierbilder mit einer max. Distanz von 80 Yards/72 Meter
- Bowhunter Meisterschaft auf plastische Tierattrappen mit einer max. Distanz von 60 Yards/54 Meter

und zahlreiche Regionalmeisterschaften in den Regionen Nord, Süd, Ost und West
- Regional-Hallenmeisterschaften
- Regional-Feld&Jagd Meisterschaften
- Regional-Bowhunter Meisterschaften

und 3 Bogensport-Ligen
- Hallenliga
- Feldbogenliga
- Bowhunterliga

### Bogenklassen
Bei den Wettbewerben des DFBV sind sämtliche Bogenklassen der IFAA zugelassen:
- Freestyle Unlimited
- Freestyle Limited Recurve / Compound
- Barebow Recurve / Compound
- Bowhunter Recurve / Compound
- Bowhunter Limited / Unlimited
- Langbogen
- Historical Bow
- Traditioneller Recurve Bogen

### Altersklassen
- Schüler – Mädchen/Jungen bis 12 Jahre
- Junioren – Mädchen/Jungen von 13 bis 16 Jahre
- Junge Erwachsene – Damen/Herren von 17 bis 20 Jahre
- Erwachsene – Damen/Herren von 21 bis 54 Jahre
- Junge Senioren – Damen/Herren von 55 bis 64 Jahre
- Senioren – Damen/Herren ab 65 Jahre
- Profis – Damen/Herren, nur Erwachsene